# ガットスン・ボーグラム

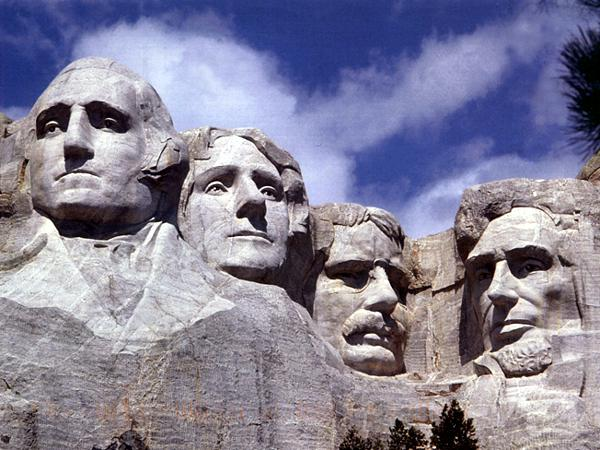
ラシュモア山国立記念公園の四人の大統領の彫像

(ジョン)ガットスン・ボーグラム((John) Gutzon Borglum, 1867年3月25日 - 1941年3月6日)は、アメリカ合衆国の彫刻家。サウスダコタ州キーストーンのラシュモア山にある大統領像の彫刻でも知られている。

## 略歴
アイダホ州でデンマークからの移民の画家、木彫師の息子に生まれた。弟のソロン・ボーグラム(Solon Borglum: 1868–1922)も彫刻家になった。サンフランシスコ芸術アカデミーで学んだ後、1890年にパリに移り、私立の美術学校、アカデミー・ジュリアンで学んだ。パリではオーギュスト・ロダンを知り、その動的で印象的な陰影を持つ作風に影響された。1893年にアメリカに帰国し、1901年からニューヨークで活動しニューヨークの聖ヨハネ大聖堂の100人の聖者および使徒の彫刻を制作した。ボーグラムのその彫刻はメトロポリタン美術館に収蔵され、同作品はメトロポリタン美術館が初めて購入した生存中のアメリカ人作家による作品となった。1904年のセントルイス万国博覧会では金メダルを受賞した。
ボーグラムの最も有名な作品はサウスダコタ州キーストーンのラシュモア山国立記念公園のラシュモア山の白い花崗岩の露頭に掘られた、歴史に名を残す4人の大統領の高さ60フィート（18メートル）に及ぶ胸像である。アメリカ政府の依頼で1927年からボーグラムによって作業は始められ、ボーグラムの没後は息子のリンカーン・ボーグラム(Lincoln Borglum: 1912–1986)が作業を引き継いだ。当初の予定では腰辺りまでを作る予定であったが資金不足と第二次世界大戦の開戦により継続が困難になった為、1941年10月31日をもって14年間をかけた事業は中止された。
1906年から1907年までニューヨークに留学していた高村光太郎もメトロポリタン美術館のボーグラムの作品に感動し、助手として学んだ。

## 作品

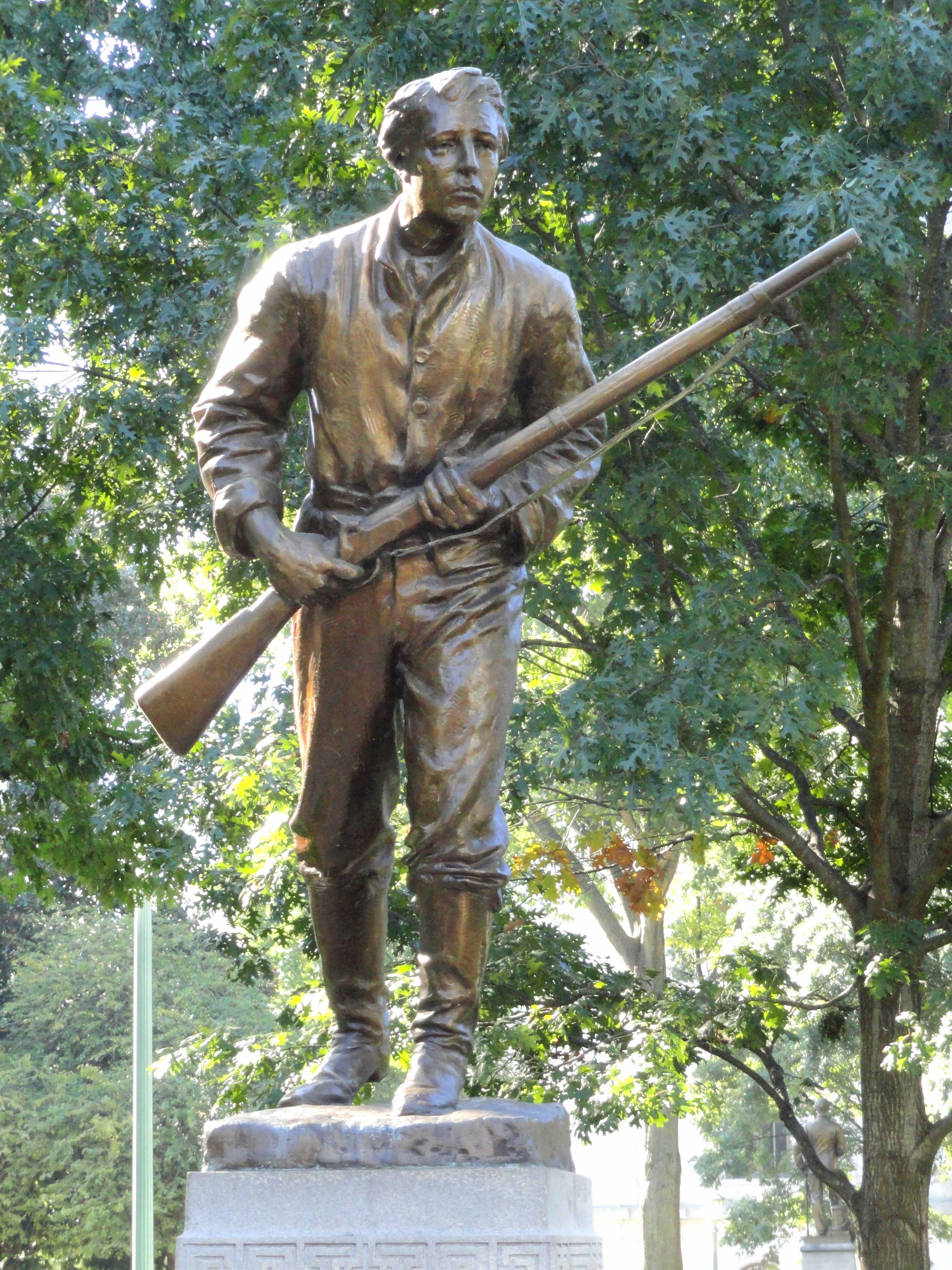
南北戦争の兵士Henry Lawson Wyattの像
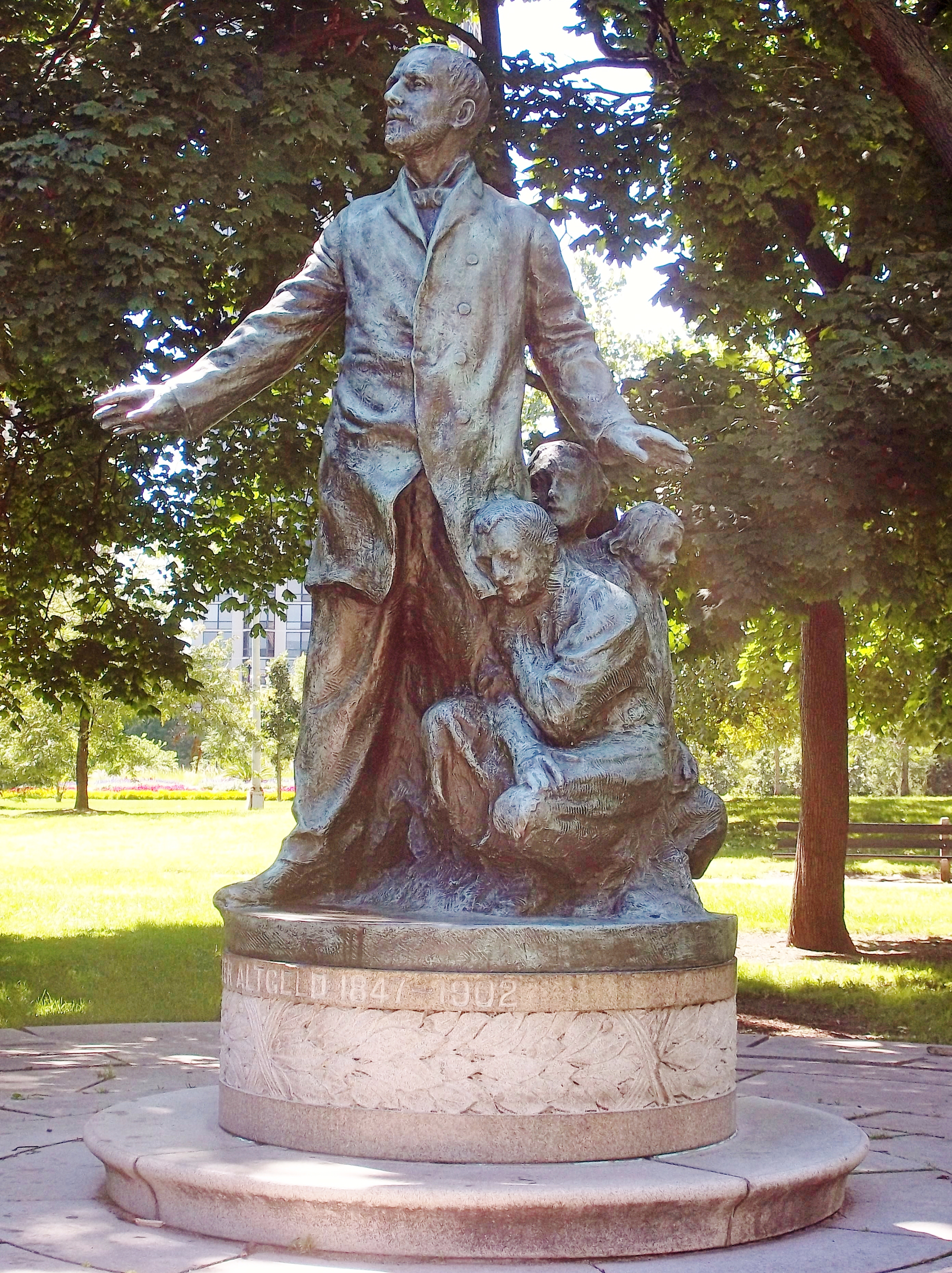
ジョン・ピーター・オルトゲルド